# 钟宝镇
钟宝镇，是中华人民共和国陕西省安康市镇坪县下辖的一个乡镇级行政单位。

## 行政区划
钟宝镇下辖以下地区：
旧城村、干洲河村、兴坪村、朝阳村、关庙村、得胜村、民主村、青林村、东风村、三坪村和金岭村。